# Вербове (Охтирський район)
Вербо́ве —  село в Україні, у Чернеччинській сільській громаді Охтирського району Сумської області. Населення становить 149 осіб. Колишній орган місцевого самоврядування — Височанська сільська рада.

## Географія
Село Вербове знаходиться на березі річки Охтирка, вище за течією примикає село Високе, нижче за течією на відстані 5 км розташоване місто Охтирка. Поруч проходить автомобільна дорога Р46. За 2 км розташований Охтирський аеродром.

## Історія
12 червня 2020 року, відповідно до розпорядження Кабінету Міністрів України № 723-р «Про визначення адміністративних центрів та затвердження територій територіальних громад Сумської області», село увійшло до складу Черниччинської сільської громади.
19 липня 2020 року, в результаті адміністративно-територіальної реформи та ліквідації Охтирського району(1923-2020), село увійшло до складу новоутвореного Охтирського району.

## Населення

### Мова
Розподіл населення за рідною мовою за даними перепису 2001 року:
| Мова       | Відсоток |
| ---------- | -------- |
| українська | 97,32%   |
| російська  | 2,68%    |